# Vittorio Torcellan
Vittorio Torcellan (* 9. August 1962) ist ein ehemaliger italienischer Leichtgewichts-Ruderer, der zwischen 1984 und 1989 sechs Weltmeisterschaftsmedaillen gewann, davon fünf Goldmedaillen.
Der 1,82 m große Torcellan belegte mit dem Leichtgewichts-Vierer ohne Steuermann den sechsten Platz bei den Weltmeisterschaften 1983. 1984 wechselte Torcellan in den Leichtgewichts-Achter, bei den Weltmeisterschaften 1984 gewannen die Italiener die Silbermedaille hinter dem dänischen Leichtgewichts-Achter. Von 1985 bis 1989 gewann Vittorio Torcellan mit dem Achter fünf Titel in Folge. Bei seinem letzten Weltmeisterschaftsstart 1990 in Tasmanien ruderte Torcellan mit dem Leichtgewichts-Vierer ohne Steuermann auf den sechsten Platz.